# Lego Marvel’s Avengers
Lego Marvel’s Avengers – komputerowa przygodowa gra akcji z serii Lego, opracowana przez Traveller’s Tales i wydana przez Warner Bros. w 2016 roku na platformach Microsoft Windows, Nintendo 3DS, macOS, PlayStation 3, PlayStation 4, PlayStation Vita, Wii U, Xbox 360 i Xbox One. Jest spin-offem gry Lego Marvel Super Heroes.

## Rozgrywka
W grze zastosowano podobne mechanizmy jak w innych z serii Lego, z naciskiem na rozwiązywanie zagadek przeplatanych akcją. Gracze muszą brać udział w misjach rozsianych po całym środowisku gry, aby przejść przez kolejne poziomy. Główną lokacją jest Nowy Jork, a pozostałe lokacje to ważne obszary filmowe, do których gracze mogą podróżować, w tym Asgard, Malibu, RPA, Helicarrier, farma Bartonów, Waszyngton i Sokovia. Te miejsca zawierają również setki zadań pobocznych i dodatkowe poziomy do przejścia. Główna fabuła gry koncentruje się na dwóch pierwszych filmach o Avengers, ale oprócz tego istnieją pojedyncze poziomy oparte na Kapitan Ameryka: Pierwsze starcie, Iron Man 3, Thor: Mroczny świat i Kapitan Ameryka: Zimowy żołnierz.

### Postaci
Gra zawiera ponad dwieście grywalnych postaci, opartych na bohaterach Filmowego Uniwersum Marvela, a także Marvel Comics. Część z nich pojawiła się już w Lego Marvel Super Heroes, a są to m.in. Iron Man, Kapitan Ameryka, Hulk, Czarna Wdowa, Hawkeye, Thor czy Loki. Dodatkowe postaci to m.in. Kamala Khan jako Ms. Marvel, Sam Wilson jako Kapitan Ameryka, Jane Foster jako Thor, Wiccan i Speed.

## Dźwięk
W przeciwieństwie do Lego Marvel Super Heroes, twórcy w większości wykorzystali nagrania głosowe z filmów, zmodyfikowane na potrzeby gry. Część aktorów nagrała jednak dodatkowe ścieżki dźwiękowe, w tym m.in. Clark Gregg, Cobie Smulders, Ashley Johnson, Hayley Atwell, Michael Peña, Robbie Daymond, Lou Ferrigno, Greg Miller i Ming-Na Wen, a także współtwórca Marvel Comics, Stan Lee.

## Odbiór
Według agregatora Metacritic gra spotkała się z mieszanymi reakcjami krytyków. Wśród jej mocnych stron recenzenci wymieniali możliwość dobrej zabawy i humor.
Alanah Pearce z serwisu IGN wystawił ocenę 6,7/10, stwierdzając, że gra zapewnia świetną rozrywkę, jednak osoby nieznające twórczości Marvela poczują się zawiedzione. Kevin Dunsmore z Hardcore Gamera przyznał grze ocenę 3/5. Według redaktora Lego Marvel’s Avengers jest przyzwoitą grą przygodową, jednak nie stanowi innowacji w cyklu Lego.
Randolph Ramsay z GameSpotu przyznał grze wynik 7/10, stwierdzając: „jeśli grałeś w gry Lego w ostatnich latach, będziesz wiedział, czego się spodziewać: kolejnej dobrej i zabawnej przygody, którą możesz cieszyć się razem z dziećmi”. Chris Carter z Destructoid dał grze 6 punktów na 10, twierdząc, że „gra to zabawne przeskakiwanie przez kilka interesujących sekwencji, ale nic poza tym”.